# Kap Frances
Kap Frances ist ein Kap an der Ostküste von Sturge Island im Archipel der ostantarktischen Balleny-Inseln.
Der britische Polarforscher James Clark Ross hielt Sturge Island irrtümlich für eine Gruppe aus drei Inseln, deren mittlere er als Frances Island benannte. Diesen Irrtum klärte Robert Falcon Scott 1904 bei der Discovery-Expedition (1901–1904) auf und übertrug Ross’ Benennung auf dieses Kap. Der Namensgeber ist nicht überliefert.